# Freibad Traunstein
Das Freibad Traunstein (auch Erlebnis-Warmbad Traunstein) ist ein Freibad in der oberbayerischen Stadt Traunstein. Das Schwimmbad liegt im Ortsteil Daxerau (Hochberg) und wurde 1895 gegründet.

## Lage
Das Bad liegt im Ortsteil Daxerau in Traunstein, Nähe der Traun (Alz). Das Gelände hat eine Fläche von ca. 2,2 ha.

## Geschichte
Das Traunsteiner Schwimmbad besteht seit über 130 Jahren. Die erste städtische Badeanstalt wurde 1894 eröffnet und galt für eine Provinzstadt als außergewöhnlich modern: ein 50 × 25 Meter großes Betonbecken, komfortable Kabinen und reines Mooswasser, dem man heilende Wirkung zuschrieb. Die Stadt erhoffte sich durch das Bad auch Impulse für den Fremdenverkehr.
Zuvor badeten die Traunsteiner im Mühlbach bei der Haslacher Mühle. Bereits 1875 existierte ein erstes Schwimmbad, das mit Wasser aus dem Röthlbach versorgt wurde. In den Jahren 1887, 1906, 1925 und 1936/37 wurde die Anlage mehrfach erweitert, zuletzt mit Aufhebung der Geschlechtertrennung.
1970 erfolgte ein kompletter Umbau mit zwei 50-Meter-Becken, Kinderbecken, Wasserwachthaus und Restaurant. Heute ist das Bad ein beliebter Treffpunkt – trotz hoher jährlicher Betriebskosten.

## Ausstattung
Das Schwimmbad hat eine Breitwellenwasserrutsche, ein Erlebnisbecken mit Schwimmkanal und einen Wasserpilz, einen großen Kinderspielplatz, ein 50 m Wettkampfbecken, ein Kindbecken, ein Restaurant & Strandcafe, Spiel- und Liegewiesen, ein Beach-Volleyball-Feld, Fußballtore, und vieles mehr.

## Öffnungszeiten
Das Freibad hat im Mai von 9 bis 19 Uhr geöffnet, Juni bis August von 9 bis 20 Uhr und im September ebenfalls von 9 bis 19 Uhr. Das Freibad hat jeden Tag geöffnet – selbst bei schlechtem Wetter.

## Eintrittspreise
| Erwachsene                                                                                          | 4,50 Euro |
| Kinder und Jugendliche (6 bis einschließlich 17 Jahre)                                              | 3,00 Euro |
| Babys und Kleinkinder (0 bis einschließlich 5 Jahre)                                                | frei      |
| Schüler / Studenten bis 25 Jahre, Auszubildende und Bundesfreiwilligendienstleistende (mit Ausweis) | 3,00 Euro |
| Schwerbehinderte Erwachsene ab 50 GdB (mit Ausweis)                                                 | 3,50 Euro |
| Senioren ab 65 Jahren (mit Ausweis)                                                                 | 4,00 Euro |
| Familienkarte (nur bei gleichzeitigem Eintritt)                                                     | 9,50 Euro |

Das Freibad der Stadt Traunstein ist Partner von EGYM Wellpass.